# Herbarium Rafinesquianum
Herbarium Rafinesquianum (abreviado Herb. Raf.) es un libro con ilustraciones y descripciones botánicas que fue escrito por el polímata, naturalista, meteorólogo, y arqueólogo estadounidense de origen franco-germano-italiano, Constantine Samuel Rafinesque y publicado en Filadelfia en el año 1833.